# Joanna Gleason
Joanna Gleason (* 2. Juni 1950 in Winnipeg, Manitoba als Joanna Hall) ist eine kanadische Schauspielerin, die Erfolge als Darstellerin in Film und Fernsehen, vor allem aber in der Theaterszene feiern konnte.

## Karriere
Ihr größter Erfolg war der Gewinn des Tony Awards als Beste Hauptdarstellerin in einem Musical für die Rolle der Frau des Bäckers im berühmten Stephen-Sondheim-Musical Into the Woods (Deutsch: Ab in den Wald) im Jahre 1988. Sie wurde 2005 erneut nominiert, dieses Mal für ihre Nebenrolle der Muriel in David Yazbeks (bekannt durch sein Ganz oder gar nicht-Musical The Full Monty) Dirty Rotten Scoundrels, einer Musicalkomödie nach dem gleichnamigen Film unter anderem mit Steve Martin. Eher unbekannt ist, dass sie im legendären Flop-Musical Nick and Nora (nach den Der dünne Mann-Filmen) die Hauptrolle spielte. Hier lernte sie ihren derzeitigen Mann, Chris Sarandon, kennen.
Zu ihren Auftritten im Kino gehören Hannah und ihre Schwestern, Sodbrennen, Verbrechen und andere Kleinigkeiten, Mr. Hollands Opus, Boogie Nights und Wedding Planner – verliebt, verlobt, verplant.
Neben diversen Gastauftritten in Fernsehserien gehörte sie zudem drei Jahre lang zur Stammbesetzung der Sitcom Love & War.
Gleason ist die Tochter von Monty Hall, einem Quizshow-Moderator, der in den Vereinigten Staaten relativ bekannt ist, nicht zuletzt durch das nach ihm benannte Monty-Hall-Problem. Aus ihrer ersten Ehe von 1975 bis 1981 mit Paul G. Gleason hat sie eine Tochter. In zweiter Ehe war sie von 1984 bis 1990 mit Michael Bennahum verheiratet. 1994 ehelichte sie den Schauspieler Chris Sarandon.

## Filmografie

### Filme
- 1981: Why Us? (Kurzfilm)
- 1983: Great Day (Fernsehfilm)
- 1983: Still the Beaver (Fernsehfilm)
- 1986: Hannah und ihre Schwestern (Hannah and her Sisters)
- 1986: Sodbrennen (Heartburn)
- 1989: Verbrechen und andere Kleinigkeiten (Crimes and Misdemeanors)
- 1991: Wahre Freunde (The Boys, Fernsehfilm)
- 1991: F/X 2 – Die tödliche Illusion (F/X2)
- 1992: Noch mehr Ärger mit Jack (For Richer, for Poorer, Fernsehfilm)
- 1993: Leben am seidenen Faden (Born Too Soon, Fernsehfilm)
- 1994: Der Kampf ihres Lebens (For the Love of Aaron, Fernsehfilm)
- 1995: Mr. Holland’s Opus
- 1996: Edie & Pen
- 1996: Haus der stummen Schreie (If These Walls Could Talk, Fernsehfilm)
- 1997: American Perfect
- 1997: Boogie Nights
- 1997: Road Ends
- 1999: Black Devil
- 2001: Wedding Planner – verliebt, verlobt, verplant (The Wedding Planner)
- 2005: Fathers and Sons (Fernsehfilm)
- 2006: Blind Wedding – Hilfe, sie hat ja gesagt (Wedding Daze)
- 2007: Das Mädchen im Park (The Girl in the Park)
- 2008: Sex And The City – Der Film (Sex and the City: The Movie)
- 2008: My Sassy Girl – Unverschämt liebenswert (My Sassy Girl)
- 2008: The Women – Von großen und kleinen Affären (The Women)
- 2009: Lieber verliebt (The Rebound)
- 2013: Last Vegas
- 2014: The Skeleton Twins

### Fernsehserien
- 1979: Noch Fragen Arnold? (Diff’rent Strokes, drei Folgen)
- 1979–1980: Hello, Larry (37 Folgen)
- 1981: Bosom Buddies (eine Folge)
- 1982: Love, Sidney (eine Folge)
- 1983: Still the Beaver (eine Folge)
- 1989, 1991: American Playhouse (zwei Folgen)
- 1992–1995: Love & War (67 Folgen)
- 1996: Outer Limits – Die unbekannte Dimension (The Outer Limits, eine Folge)
- 1996: Emergency Room – Die Notaufnahme (ER, drei Folgen)
- 1996, 1998: Tracey Takes On … (zwei Folgen)
- 1997: Adventures from the Book of Virtues (eine Folge)
- 1997: Temporarily Yours (sechs Folgen)
- 1997: Perversions of Science (eine Folge)
- 1997: Murphy Brown (eine Folge)
- 1997–2004: King of the Hill (acht Folgen, Stimme)
- 1998: George & Leo (eine Folge)
- 1998–2000: Oh Baby (28 Folgen)
- 1999: Friends (zwei Folgen)
- 2000–2001: Bette (18 Folgen)
- 2001: Practice – Die Anwälte (The Practice, zwei Folgen)
- 2001–2002: The West Wing – Im Zentrum der Macht (The West Wing, fünf Folgen)
- 2009: The Unusuals (Pilotfolge)
- 2009–2012: Good Wife (The Good Wife, drei Folgen)
- 2010: How to Make It in America (eine Folge)
- 2010: Delocated (eine Folge)
- 2011: Royal Pains (eine Folge)
- 2013: Blue Bloods – Crime Scene New York (Blue Bloods, zwei Folgen)
- 2014: The Newsroom (eine Folge)
- seit 2014: Sensitive Skin
- 2015: The Affair (3 Folgen)